# Jeff Stinco
 (novembre 2011).
Si vous disposez d'ouvrages ou d'articles de référence ou si vous connaissez des sites web de qualité traitant du thème abordé ici, merci de compléter l'article en donnant les références utiles à sa vérifiabilité et en les liant à la section « Notes et références ».
Jean-François Stinco alias Jeff Stinco, né le 22 août 1978 à Montréal, Québec, Canada, est un des guitaristes du groupe Simple Plan et acteur. Tout comme les autres membres du groupe, Stinco parle français et anglais. Il a fréquenté le Collège Beaubois de Pierrefonds. Il est père d'un garçon Thomas et deux filles Maya et Zoé. Il habite à Outremont à Montréal. Ses parents étaient de nationalité française. Originaires de la région parisienne, ils ont émigré au Canada en 1962. Stinco est aussi le propriétaire de nombreux restaurants au Québec. 
- Stinco est la seule personne dans Simple Plan à avoir pris des cours professionnels pour apprendre à jouer de la guitare.
- Il a également fait une apparition dans le film québécois Nitro de Alain DesRochers en 2007.